# Germán Chavarría
Germán José Chavarría Jiménez (San José, 1958. március 19. – ) Costa Rica-i válogatott labdarúgó. 

## Pályafutása

### Klubcsapatban
1982 és 1995 között a Herediano játékosa volt, melynek tagjaként hat bajnoki címet (1978, 1979, 1981, 1985, 1987, 1993) szerzett.

### A válogatottban
1983 és 1994 között 45 alkalommal szerepelt az Costa Rica-i válogatottban és 1 gólt szerzett. Részt vett az 1990-es világbajnokságon, ahol a Costa Rica-iak összes mérkőzésén kezdőként lépett pályára. Tagja volt az 1984. évi nyári olimpiai játékokon szereplő válogatott keretének is.

## Sikerei, díjai
CS Herediano
- Costa Rica-i bajnok (6): 1978, 1979, 1981, 1985, 1987, 1993